# NGC 5466

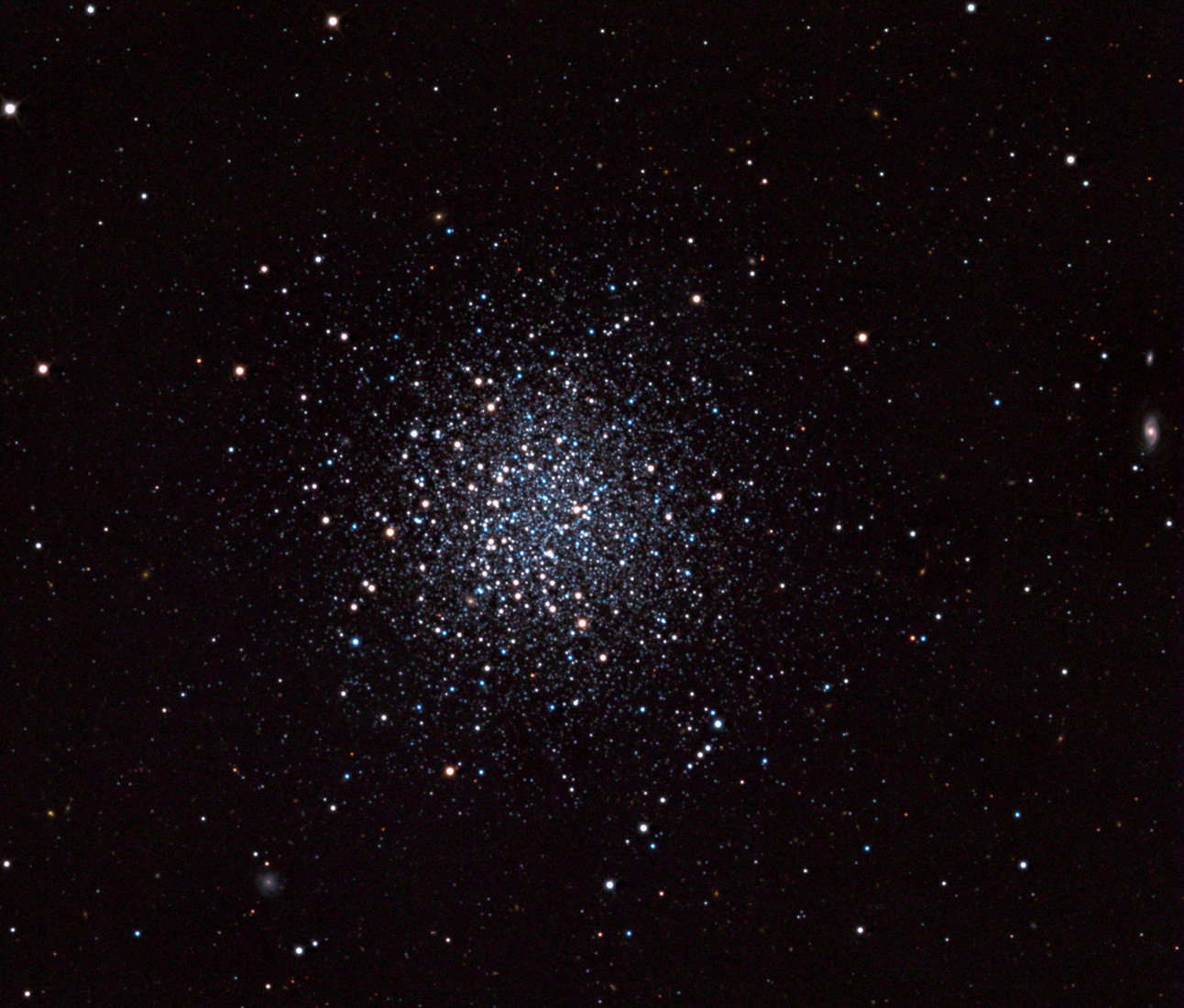
NGC 5466 chụp ảnh với kính viễn vọng 32 inch

NGC 5466 là cụm sao cầu lớp XII trong chòm sao Mục Phu. Nằm cách Trái Đất 51.800 năm ánh sáng và cách trung tâm thiên hà 52.800 năm ánh sáng, nó được William Herschel phát hiện vào ngày 17 tháng 5 năm 1784, với tên H VI.9. Cụm sao hình cầu này là không bình thường vì nó chứa một nhánh sao ngang màu xanh nhất định, cũng như nghèo kim loại khác thường như các cụm sao cầu thông thường. Nó được cho là nguồn gốc của một dòng sao được phát hiện vào năm 2006, được gọi là Luồng thủy triều 45 độ. Luồng sao này là một làn sao rộng khoảng 1,4 ° kéo dài từ chòm Mục Phu đến chòm Đại Hùng.